# Dynastie Nguyễn
Cette page contient des caractères spéciaux ou non latins. S’ils s’affichent mal (▯, ?, etc.), consultez la page d’aide Unicode.
Pour le protectorat français sur la partie centrale du territoire Nguyễn (1883-1948), voir Protectorat français d'Annam.
Pour le clan de noblesse viêt dont sont issus les empereurs de cette dynastie, voir Nguyễn Phúc.
1802–1945
Entités précédentes :
- Dynastie Tây Sơn (1802)
- Principauté de Thuận Thành (1832)
- Principauté de Hà Tiên (1832)
- Cambodge (1834)

Entités suivantes :
- Cambodge (1847)
- Cochinchine française (1862)
- Annam (1945)
- Tonkin (1945)

La dynastie Nguyễn (vietnamien : Nhà Nguyễn, chữ nôm : 茹阮) règne sur le Đại Nam (vietnamien : Đại Nam Quốc, chữ nôm : 大南國), parfois désigné en français comme l'empire d'Annam ou l'Empire annamite, entre 1802 et 1945. Issue du clan Nguyễn Phúc de Huế, elle voit le jour avec l'intronisation de Gia Long et disparaît avec l'abdication de Bảo Đại, dernier monarque de l'Histoire vietnamienne. Ses prédécesseurs étaient les seigneurs Nguyễn.
Le territoire des empereurs Nguyễn recouvrait celui de l'actuel Viêt Nam, tout en incorporant des possessions khmères, lao, cham et chinoises. Il fut d'abord souverain avant d'être divisé en deux protectorats français de 1883 à 1945 : l'Annam et le Tonkin. Le gouvernement pro-japonais de cette dynastie a déclaré la restauration de l'indépendance nominale du Viêt Nam, mais n'a gouverné que quelques mois. Bảo Đại fut plus tard rétabli au pouvoir par les Français pour devenir empereur de l'État du Viêt Nam en 1949 jusqu'à ce que le pays devienne une république en 1955, cependant cette période n'est pas considérée comme faisant partie de la dynastie Nguyễn.

## Histoire

### Empire souverain

#### Chute des Tây Sơn et avènement des Nguyễn
Dès la montée au pouvoir de la dynastie Nguyễn en 1802, l'Annam (ou Việt Nam) prend le statut d'empire, ses monarques absolus se revendiquant comme empereurs.
Durant la première moitié du XIXe siècle, l'empire d'Annam contrôle un territoire plus ou moins semblable à celui du Việt Nam actuel, couvrant la côte orientale de la péninsule indochinoise et comprenant des terres aujourd'hui cambodgiennes ou laotienne.

#### Minh Mạng et l'expansionnisme annamite
Le territoire vietnamien des Nguyễn atteint son apogée en 1829, sous le règne de Minh Mạng, qui va, en 1838, renommer le Việt Nam en Đại Nam.

#### Face aux premières conquêtes françaises
Dès 1858, l'Empire annamite des Nguyễn subit une invasion de la France. Le Second Empire mène ainsi la campagne de Cochinchine, dans le sud de l'Annam, aidé par le royaume d'Espagne. Cette campagne devient rapidement une guerre de conquête, alors que les français s'imposent dans la région. C'est en 1862 que l'empereur Tự Đức est contraint de céder aux colons français les trois provinces du sud de son empire, qui deviennent la Cochinchine française.

### Sous la domination française
Deux décennies plus tard, en 1883, l'empire d'Annam est de nouveau frappé par une invasion française. La Troisième République mène l'expédition du Tonkin dans le nord du territoire annamite. Cette fois-ci, les deux Traités de Hué (1883 et 1884) font de la dynastie Nguyễn un gouvernement entièrement mis sous tutelle de la France. Le reste de l'Empire annamite est lui divisé en deux protectorats : l'Annam et le Tonkin. De 1862 à 1883, L'empire des Nguyễn a donc été divisé en trois et a peu à peu perdu sa souveraineté. En effet, les Nguyễn qui régnaient comme souverains absolus sont devenus, au fil des conquêtes françaises, des monarques symboliques mais sans réel pouvoir sur leur propre territoire.
En 1887, deux ans après la fin de l'expédition du Tonkin, la France fonde l'Union indochinoise. Cet entité fédérale regroupe, à sa création, une colonie (la Cochinchine, conquise en 1862) et trois protectorats : le Cambodge colonisé dès 1863, l'Annam et le Tonkin (expédition de 1883). Le protectorat du Laos est ajouté en 1899 à la Fédération, après avoir été mis lui aussi sous tutelle de la France en 1893. La dynastie des Nguyễn est officiellement indépendante des protectorats de l'Annam et du Tonkin, au sein de l'Union indochinoise.

### Fin de la monarchie
En août 1945, à la faveur de la reddition du Japon, le Việt Minh dirigé par le chef communiste Hô Chi Minh déclenche la révolution d'Août et prend le contrôle du Tonkin et du Nord de l'Annam ; l'empereur Bảo Đại (alors soutenu par l'empire du Japon) abdique le 25 août et devient conseiller politique du gouvernement de la république démocratique du Viêt Nam que proclame Hô Chi Minh. Dans l'acte d'abdication, Bảo Đại indique : « Mieux vaut être citoyen d'un pays indépendant que d'être roi d'un pays esclave ».
Les Français reprennent ensuite progressivement le contrôle de l'Indochine et entament avec Hô Chi Minh de laborieuses négociations sur l'avenir politique du Viêt Nam. L'échec des pourparlers provoque fin 1946 le début de la guerre d'Indochine. La France s'emploie à trouver une solution politique au statut du Viêt Nam et l'ex-empereur Bảo Đại, qui s'est installé à Hong Kong, se propose bientôt comme médiateur. En mai 1948, les protectorats d'Annam et du Tonkin sont réunifiés au sein d'un Gouvernement central provisoire du Viêt Nam, en attendant que la Cochinchine puisse les rejoindre. La colonie est réunifiée au reste du Viêt Nam en mai 1949 et l'État du Viêt Nam, dont Bảo Đại prend cette fois officiellement la tête, est proclamé le mois suivant.
En 1955, Bảo Đại se fait destituer par Ngô Đình Diệm. À partir de là, la famille est en exil jusqu'à nos jours, en France (Corrèze, Nancy) et aux États-Unis.

## Dynastie impériale

### Origines des Nguyễn
La dynastie Nguyễn est originaire de la province du Thanh Hóa, au Nord de l'actuel Việt Nam. La première mention de la famille remonte au Ier siècle. Son premier représentant d'importance est le grand-duc Nguyễn Bặc, sous la dynastie des Đinh (Xe siècle). Au XVIe siècle, Nguyễn Kim obtient le gouvernement héréditaire de la région de Huế et du Sud.

### Empereurs d'Annam
La dynastie impériale Nguyễn naît avec la prise du pouvoir par Nguyễn Phúc Ánh (Gia Long) en 1802. Elle perdure jusqu'à l'abdication de Bảo Đại, dernier monarque vietnamien, en 1945. Le deuxième empereur, Minh Mang, fit édifier à Hué le temple Thê (1822-1823) pour le culte des ancêtres.
Les empereurs Dục Đức, Hiệp Hòa, Kiến Phúc et Hàm Nghi se succèdent lors de conquête française de l'Annam et du Tonkin sans jamais réellement régner. Les régents Nguyễn Văn Tường et Tôn Thất Thuyết se partagent alors le pouvoir à la mort de Tự Đức, entre 1883 et 1884.

#### Liste des treize souverains
| Rang | Portrait | Nom de règne | Chữ Hán | Nom personnel         | Dates de vie | Dates de règne | Notes |
| ---- | -------- | ------------ | ------- | --------------------- | ------------ | -------------- | --- |
| 1    |          | Gia Long     | 嘉隆帝  | Nguyễn Phúc Ánh       | 1762-1820    | 1802-1820      | Prétendant au trône lors de la dynastie Tây Sơn ; descendant des seigneurs Nguyễn. D'abord empereur du Đại Việt (jusque 1804) puis empereur du Việt Nam. |
| 2    |          | Minh Mạng    | 明命帝  | Nguyễn Phúc Đảm       | 1791-1841    | 1820-1841      | Son plus jeune fils ; règne lors de l'extension maximale du territoire Nguyễn. D'abord empereur du Việt Nam (jusque 1838) puis empereur du Đại Nam. |
| 3    |          | Thiệu Trị    | 紹治帝  | Nguyễn Phúc Miên Tông | 1807-1847    | 1841-1847      | Son fils aîné ; poursuit sa lutte contre les missionnaires catholiques. |
| 4    |          | Tự Đức       | 嗣德帝  | Nguyễn Phúc Hồng Nhậm | 1829-1883    | 1847-1883      | Son fils ; règne lors des premières conquêtes françaises et le début du morcellement du territoire. Sa mort entraine une crise politique d'ampleur, pendant que les forces françaises prennent le contrôle de l'empire. |
| 5    |          | Dục Đức      | 育德帝  | Nguyễn Phúc Ưng Ái    | 1852-1883    | 1883-1883      | Son fils ; règne durant trois jours lors de la colonisation française de l'empire. Tự Đức ne voulait pas de lui comme successeur, il est d'ailleurs exécuté par les régents Nguyễn Văn Tường et Tôn Thất Thuyết. |
| 6    |          | Hiệp Hòa     | 協和帝  | Nguyễn Phúc Hồng Dật  | 1847-1883    | 1883-1883      | Fils cadet de Thiệu Trị et adopté par son frère Tự Đức ; règne de juillet à novembre. Il est déposé et condamné à mort après avoir accepté l'établissement de protectorats français. |
| 7    |          | Kiến Phúc    | 建福帝  | Nguyễn Phúc Ưng Đăng  | 1869-1884    | 1883-1884      | Neveu devenu fils adpotif Tự Đức ; règne de juillet à novembre. Atteint de la variole, il meurt après 7 mois de règne de la maladie ou d'un empoisonnement de sa mère adoptive. |
| 8    |          | Hàm Nghi     | 咸宜帝  | Nguyễn Phúc Ưng Lịch  | 1871-1944    | 1884-1885      | Son frère ; règne pendant un an. Sous la tutelle des régents, il initie la révolte anti-française Cần Vương avant de se cacher dans la jungle lao puis de s'exiler en Algérie française. |
| 9    |          | Đồng Khánh   | 同慶帝  | Nguyễn Phúc Ưng Kỷ    | 1864-1889    | 1885-1889      | Son frère ; d'abord caché dans la jungle lao aux côtés de son frère et de Tôn Thất Thuyết, il est intronisé par le pouvoir français. Il meurt de maladie. |
| 10   |          | Thành Thái   | 成泰帝  | Nguyễn Phúc Bửu Lân   | 1879-1954    | 1889-1907      | Fils de Dục Đức ; intronisé par les autorités coloniales. Difficilement manipulable, il est en rébellion passive contre le pouvoir français avant de tenter de rejoindre la résistance anti-française établie en Chine puis de se faire détrôner.                                                                               |
| 11   |          | Duy Tân      | 維新帝  | Nguyễn Phúc Vĩnh San  | 1899-1945    | 1907-1916      | Son fils ; prend en 1916 la tête d'une rébellion anti-française qui échoue et le fait détrôner puis s'exiler sur l'île de la Réunion. Après avoir rejoint la Résistance en 1940, il répond à l'appel du Général de Gaulle pour rétablir la stabilité au Viêt Nam communiste mais décède la même année en avion.                 |
| 12   |          | Khải Định    | 啟定帝  | Nguyễn Phúc Bửu Đảo   | 1885-1925    | 1916-1925      | Fils de Đồng Khánh ; plus complaisant que ses prédécesseurs avec l'autorité coloniale, il organise une visite en France en 1922. Il meurt de la tuberculose. |
| 13   |          | Bảo Đại      | 保大帝  | Nguyễn Phúc Vĩnh Thụy | 1913-1997    | 1926-1945      | Son fils ; abdique le 25 août 1945, après 19 ans de règne, lors de la prise du pouvoir du Việt Minh. Il conseille d'abord les indépendantistes avant d'être ramené au pouvoir par les Français en 1949 comme chef de l'État du Viêt Nam. Il est renversé par son premier ministre Ngô Đình Diệm en 1955 puis s'exile en France. |

#### Prétendants au trône
La dynastie Nguyễn perdure jusque aujourd'hui. Ainsi, alors que le Viêt Nam n'est plus une monarchie, certains de ses membres revendique la souveraineté :
1. 1997-2007 : Nguyễn Phúc Bảo Long (1936-2007)
2. 2007-2017 : Nguyễn Phúc Bảo Thắng (1943-2017)
3. depuis 2017 : Nguyễn Phúc Bảo Ân (né en 1952)

Prétendant secondaire : Nguyễn Van Chuong